# 道の駅ステラ★ほんべつ
道の駅ステラ★ほんべつ（みちのえき ステラほんべつ）は、北海道中川郡本別町にある国道242号の道の駅である。

## 概要
旧ふるさと銀河線の本別駅舎を利用している。
1992年（平成4年）に赤レンガ建築賞を受賞した「本別町コミュニティーセンターステラプラザ」として建設されたもので、改修工事を行って2009年（平成21年）4月26日に開業した。
特産の豆を前面に打ち出した本別町の豆類や工芸品などの特産品などの販売を行う物販施設のほか、跨線橋跡を活用した鉄道記念館や28mだけ復元された線路なども整備された。
駅名のステラとはラテン語で「恒星」のことをいう。

## 施設
- 駐車場
  - 普通車：97台
  - 大型車：5台
  - 身障者用 : 2台
- トイレ（いずれも24時間利用可能）
  - 男：大2器、小4器
  - 女：4器
  - 身障者用：1器（オストメイト）
- 休憩コーナー ※営業時間は、8:30 - 22:00
- 多目的ホール ※営業時間は、8:30 - 22:00
- 公衆電話：1台
- 観光案内所
- 特産品販売コーナー[6]
- レストラン ※営業時間は、11:30 - 14:00、17:00 - 20:00
- 郵便局 ※営業時間は、9:00 - 16:00

## 休館日
- 年末年始

## アクセス
- 国道242号 - 登録路線
  - 北海道道499号勇足本別停車場線
  - 北海道道658号本別本別停車場線
  - 北海道道770号美里別本別停車場線
  - 帯広市より約54 km
  - 北見市より約115 km

## 周辺
- 本別公園